# Tây Hương Đường
Tây Hương Đường (chữ Hán giản thể: 西乡塘区, bính âm: Xīxiāngtáng Qū, Hán Việt" Tây Hương Đường khu) là một quận tại thành phố Nam Ninh, khu tự trị dân tộc Choang, Quảng Tây, Cộng hòa Nhân dân Trung Hoa. Quận này có diện tích 1.118 km², dân số năm 2003 là 717.000 người.

## Hành chính
Quận này được chia thành các đơn vị hành chính gồm
- 10 nhai đạo: Hoành Dương, Tây Hương Đường, Bắc Hồ, Thượng Nghiêu, Tâm Vu, An Ninh, An Cát, Thạch Phụ, Hoa Cường, Tân Dương.
- 3 trấn: Kim Lăng, Đàn Lạc, Song Định.